# Prodromus Astronomiae
Prodromus Astronomiae est un catalogue d'étoiles créé par Johannes Hevelius et publié à titre posthume par sa femme et assistante de recherche Elisabeth Hevelius en 1690. Le catalogue énumère la position de 1 564 étoiles listées par constellations. L'ouvrage est constitué de trois parties séparées : une préface (intitulée Prodromus), un catalogue d'étoile (nommé Catalogus Stellarum), et un atlas de constellations (nommé Firmamentum Sobiescianum, sive Uranographia).

## Prodromus
Prodromus explique la méthodologie et la technologie utilisée pour créer le catalogue d'étoile. L'ouvrage donne des examples d'usage du sextant et du quadrant par Hevelius ainsi que des positions connues du soleil pour calculer les latitudes et longitudes des étoiles. 

## Catalogus Stellarum
Le manuscrit original du Catalogus Stellarum consiste en 183 feuillets dont 145 classés par ordre alphabétique par rapport aux constellations et contenant les positions des étoiles. Les informations spécifiques de chaque étoiles sont retranscrites dans des colonnes. Ses informations incluent :  un numéro de référence et la magnitude trouvé par l'astronome Tycho Brahe, le propre système de calcul par magnitude de Hevelius, la longitude et la latitude de l'étoile par les coordonnées écliptiques mesurée par les distances angulaires et les altitudes méridiennes trouvées en utilisant le quadrant de Hevelius. Se trouve aussi les coordonnées équatoriales des étoiles calculées en utilisant la trigonométrique sphérique. La version imprimée est similaire au manuscrit original à l'exception des deux colonnes décrivant les coordonnées écliptiques des étoiles qui ont été fusionnées. Concernant la latitude et la longitude des étoiles seule la valeur la plus élevée à été conservée. De plus, la version imprimée rajoute 600 nouvelles étoiles et 12 nouvelles constellations non documentées dans le manuscrit original , amenant le nombre final d'étoile à 1564. Même si les observations du catalogue ont été effectuées à l'oeil nu de Hevelius , les mesures étaient tellement précises qu'elles furent utilisées dans la fabrications de globes célestes jusqu'au début du XVIIIe siècle.        

## Firmamentum Sobiescianum
Le Firmamentum Sobiescianum, bien que faisant techniquement partie du Prodromus Astronomiae, il fut probablement publié séparément avec une circulation limitée. Possédant sa propre couverture et de numérotation de pages, l'atlas consiste en deux hémisphères et 54 gravures en doubles pages et 73 constellations. Les hémisphères nord et sud sont centrés autour d'un pôle écliptique et la plupart des positions d'étoiles sont basées autour des propres observations de Hevelius. Celles qui ne l'étaient pas sont basés sur un catalogue et une carte publiés en 1679 par Edmond Halley.